# La Cabane des Robinson
Pour les articles homonymes, voir Swiss.
La Cabane des Robinson, ou Swiss Family Treehouse en anglais, est une attraction des parcs Disney. Elle consiste en un arbre artificiel gigantesque, un Disneyodendron, dans lequel une famille a construit une maison.
L'attraction est inspirée du film Les Robinsons des mers du Sud (Swiss Family Robinson), produit par les studios Walt Disney Pictures en 1960,. Ce film est adapté du roman Le Robinson suisse (1812) de Johann David Wyss (1743-1818) qui avait aussi fait l'objet d'une version en 1940 par RKO Pictures.
L'histoire relate les aventures d'une famille d'origine suisse, les Starck (rebaptisés Robinson par Disney), ayant embarqué au Havre et échoué après une tempête sur une île tropicale inhabitée. La famille va construire dans un arbre une maison grâce aux objets récupérés après le naufrage. Les trois fils (Fritz, Ernst et Francis) découvriront une nouvelle vie.

## Les attractions
Le Swiss Family Treehouse n'est pas le premier arbre habité des parcs Disney, un arbre-cabane existait depuis le 16 juin 1956 sur l'île de Tom Sawyer Island, le Tom Swayer's Treehouse. Disney revendiquait que cet arbre était le plus haut lieu du parc accessible aux visiteurs.

### Disneyland
L'attraction a ouvert ses portes le 18 novembre 1962 à côté de l'entrée de Jungle Cruise dans Adventureland. Elle est située sur une île bordée de mangroves formant l'attraction Jungle Cruise. Elle jouxte depuis 1995 l'entrée de Indiana Jones Adventure. Elle comptait 300 000 feuilles et 50 000 fleurs pour une hauteur de 20 m. La variété officielle est le Disneyodendron semperflorens grandis (« grand arbre Disney toujours florissant ») mais c'est un arbre artificiel avec des racines en béton, des branches en métal recouvertes de ciment et des feuilles en plastiques attachées une à une.
L'attraction a fermé en 1998 pour être remplacée par la Tarzan's Treehouse. C'était la version originale reprise plus tard au Magic Kingdom, presque à l'identique. Le nouveau thème de Tarzan change quelque peu l'apparence de l'arbre et des "salles" présentées.
- Ouverture : 18 novembre 1962[3]
- Fermeture : 8 mars 1999
- Hauteur : 20 m
- Feuillage : 300 000 feuilles et 50 000 fleurs
- Variété : Disneyodendron semperflorens grandis
- Situation : 33° 48′ 41″ N, 117° 55′ 14″ O
- Attraction suivante :
  - Tarzan's Treehouse du 23 juin 1999 jusqu'au 8 mars 2021
  - Adventureland Treehouse

### Magic Kingdom
L'attraction est située à l'entrée d'Adventureland sur un îlot de la rivière reliant la mangrove formant l'attraction Jungle Cruise à la rivière encerclant la place centrale du parc. Elle a été construite en même temps que le parc en octobre 1971.
Un pont suspendu de 25 m. permet de rejoindre l'arbre qui contient dans ses branches des chambres, un salon avec un orgue, ainsi qu'un système d'apport d'eau.
En raison des lois sur la sécurité des habitations de l'État de Floride, l'escalier et les différentes pièces ont dû s'y conformer, comme les autres bâtiments du parc, et aucune dérogation ne fut accordée à Disney.
La variété officielle est le Disneyodendron eximus (« arbre Disney extraordinaire ») mais l'arbre est constitué d'un tronc et de branches porteuses en acier recouvertes de ciment et d'un décor imitant le bois des Figuier des Banyans et des arbres à pain. Les racines de cet arbre s'enfoncent à 13 m. dans le marais de Floride recouvert d'une couche stabilisante imperméable de 42 cm. Les 800 000 feuilles furent ensuite ajoutées à la main.
- Ouverture : 1er octobre 1971 (avec le parc)[3]
- Hauteur : 18 m
- Diamètre : 27 m
- Profondeur des racines : 13 m
- Marches : 116
- Variété : Disneyodendron eximus
- Situation : 28° 25′ 06″ N, 81° 34′ 59″ O

Au-dessus de l'arbre flotte un drapeau suisse, seule nation dont un drapeau flotte dans le parc en dehors des États-Unis.

### Disneyland Paris
L'attraction s'appelle ici la Cabane des Robinson et s'adjoint la présence de cavernes sous les racines de l'arbre, nommées Le ventre de la Terre. Ces caves servent de garde-manger aux habitants de l'arbre.
Un ingénieux système permet de monter l'eau dans les étages depuis la roue à aubes située à l'entrée de l'attraction. L'eau du bassin s'écoule et rejoint une rivière qui encercle l'arbre, formant l'une des deux îles constituant Adventure Island. L'arbre s'élève à 27 m de haut et s'enfonce à 6,5 m sous le niveau de l'île.
Les "étages" sont le salon, la chambre des enfants, celle des parents, la bibliothèque et le point d'observation.
- Ouverture : 12 avril 1992[4] (avec le parc)
- Fermeture : 2 mai 2011
- Réouverture : 17 décembre 2011
- Hauteur : 27 m
- Profondeur des racines : 6,5 m
- Situation : 48° 52′ 20″ N, 2° 46′ 25″ E

### Tokyo Disneyland

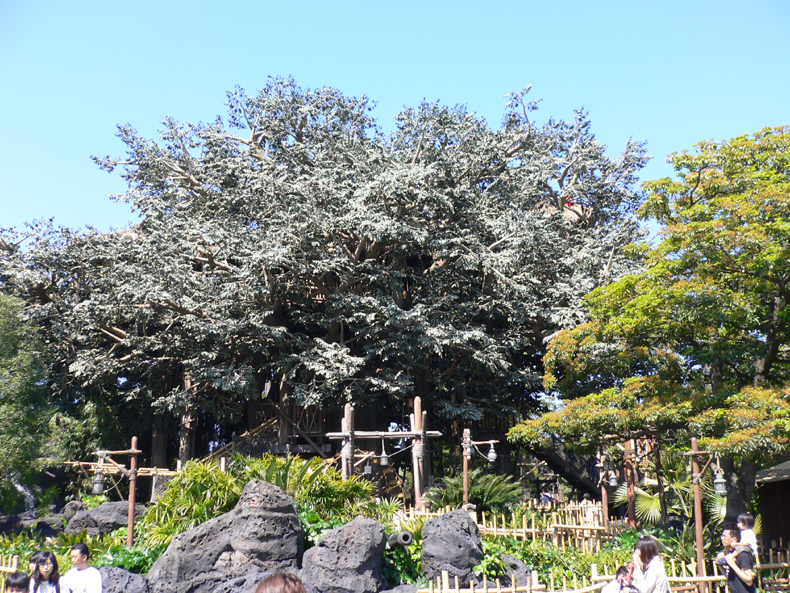
Swiss Family Treehouse à Tokyo Disneyland

L'attraction fut ajoutée en 1993 car l'espace du parc le permettait et qu'une version améliorée de l'attraction avait été conçue pour Parc Disneyland. Elle ouvrit le 21 juillet 1993 soit un peu plus de seize mois après la française.
Le contenu de l'arbre est sensiblement identique mais n'a pas de souterrain. Elle est située derrière Crystal Palace et près de l'entrée de Westernland.
- Ouverture : 21 juillet 1993[3]
- Durée : 8,5 min
- Situation : 35° 38′ 00″ N, 139° 52′ 54″ E